# Derby County Football Club 2024-2025
Questa voce raccoglie le informazioni riguardanti il Derby County Football Club nelle competizioni ufficiali della stagione 2024-2025.

## Maglie e sponsor
| Casa | Trasferta | Terza divisa |

Sponsor ufficiale: FanHub
Fornitore tecnico: Puma

## Rosa
Rosa aggiornata al 7 marzo 2025.
| N. |                             | Ruolo | Calciatore               |
| -- | --------------------------- | ----- | ------------------------ |
| 1  | Svezia (bandiera)           | P     | Jacob Widell Zetterström |
| 2  | Inghilterra (bandiera)      | D     | Kane Wilson              |
| 3  | Scozia (bandiera)           | D     | Craig Forsyth            |
| 4  | Inghilterra (bandiera)      | C     | David Ozoh               |
| 6  | Norvegia (bandiera)         | D     | Sondre Langås            |
| 7  | Inghilterra (bandiera)      | A     | Tom Barkhuizen           |
| 8  | Inghilterra (bandiera)      | C     | Ben Osborn               |
| 9  | Giamaica (bandiera)         | A     | Kemar Roofe              |
| 10 | Inghilterra (bandiera)      | A     | Jerry Yates              |
| 11 | Guatemala (bandiera)        | A     | Nathaniel Mendez-Laing   |
| 12 | Inghilterra (bandiera)      | D     | Nathaniel Phillips       |
| 13 | Inghilterra (bandiera)      | P     | Rohan Luthra             |
| 14 | Irlanda del Nord (bandiera) | A     | Conor Washington         |
| 15 | Norvegia (bandiera)         | A     | Lars-Jørgen Salvesen     |
| 16 | Inghilterra (bandiera)      | C     | Liam Thompson            |
| 17 | Paesi Bassi (bandiera)      | C     | Kenzo Goudmijn           |

| N. |                        | Ruolo | Calciatore            |
| -- | ---------------------- | ----- | --------------------- |
| 18 | Inghilterra (bandiera) | A     | Marcus Harness        |
| 19 | Inghilterra (bandiera) | A     | Kayden Jackson        |
| 20 | Australia (bandiera)   | D     | Callum Elder          |
| 21 | Inghilterra (bandiera) | D     | Jake Rooney           |
| 23 | Inghilterra (bandiera) | C     | Joe Ward              |
| 24 | Namibia (bandiera)     | D     | Ryan Nyambe           |
| 25 | Inghilterra (bandiera) | D     | Matt Clarke           |
| 26 | Inghilterra (bandiera) | C     | Darren Robinson       |
| 27 | Inghilterra (bandiera) | A     | Corey Blackett-Taylor |
| 28 | Inghilterra (bandiera) | C     | Harrison Armstrong    |
| 31 | Inghilterra (bandiera) | P     | Josh Vickers          |
| 32 | Gambia (bandiera)      | C     | Ebou Adams            |
| 35 | Inghilterra (bandiera) | D     | Curtis Nelson         |
| 39 | Giamaica (bandiera)    | A     | Dajaune Brown         |
|    | Irlanda (bandiera)     | C     | Jeff Hendrick         |